# 波波卡特佩特火山
波波卡特佩特火山（西班牙語：Popocatépetl，[popokaˈtepetl] ⓘ，[popoːkaˈtepeːt͡ɬ] ⓘ，也稱為煙峰）位於墨西哥境內，也是境內第2高山，僅次於奧里薩巴山。波波卡特佩特火山也是世界上最活跃的火山之一。
波波卡特佩特火山與伊斯塔西瓦特爾火山相鄰，兩座火山间为科尔特斯山口。

## 冰川
波波卡特佩特火山位於墨西哥城東南方70公里（43英里），人們從墨西哥城是否可以看到波波卡特佩特火山必須根據當時的大氣狀況而定。直到最近，這座火山仍是墨西哥三座擁有冰川的山峰之一 ，另外兩座山峰則是伊斯塔西瓦特爾火山及奧里薩巴山。1990年代，波波卡特佩特火山逐漸冰川範圍縮小，一部分原因是氣溫上升，而主要原因則是火山活動加劇。2001年初，波波卡特佩特火山冰川消失，雖然火山高處仍有冰雪存在，但是已經沒有冰川典型特徵出現，例如冰隙。
波波卡特佩特火山噴發物主要是安山岩，但同時也有大量的英安岩。當前的火山岩漿噴發經常產生安山岩與英安岩混合物。

## 構造
波波卡特佩特火山口寬度是400公尺×600公尺（1300英尺×2,000英尺），是一座複式火山。至少曾有三個波波卡特佩特火山錐在更新世因重力因素毀壞，產生大量岩屑覆蓋火山南端。現代的波波卡特佩特火山從更新世至全新世間形成。最近一次大型普林尼式火山噴發發生於西元800年，是全新世中期以來首次，這次爆發同時出現火山碎屑流、火山泥流，席捲火山下方盆地。
根據古地磁研究，波波卡特佩特火山大約有73萬年歷史。波波卡特佩特火山海拔為5,426公尺（17,802英尺），為錐型火山，直徑25公里（16英里）。波波卡特佩特火山口呈橢圓形，為東北－西南走向。火山口內壁高度為600至840公尺（1,970至2,760英尺）。波波卡特佩特火山休眠大約半個世紀後，目前處於活躍狀態。1991年，火山活動增加。從1993年起，煙霧不斷地從火山口噴出。

## 爆發

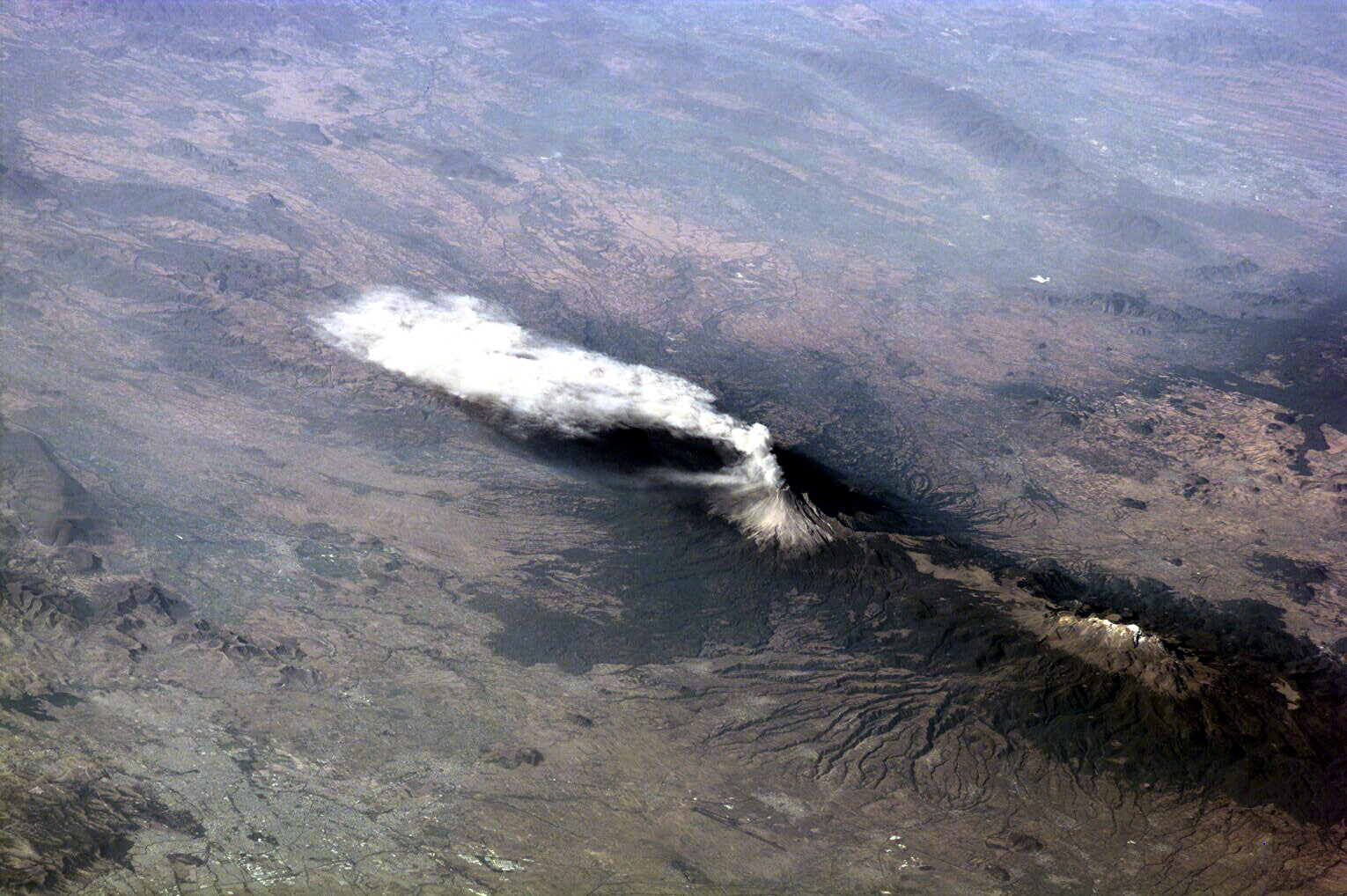
從國際太空站俯瞰波波卡特佩特火山

波波卡特佩特火山是墨西哥最活躍的火山，自從西班牙人在1519年征服墨西哥以來，波波卡特佩特火山已經有超過15次大爆發，其中一次大噴發發生在1947年。
1994年12月21日，波波卡特佩特火山噴出的氣體及火山灰，被風吹到25公里（16英里）之遠。這次爆發導致附近的城鎮居民疏散，科學家開始監測火山噴發。
2000年12月，根據科學家警告，政府撤離數萬人。這次波波卡特佩特火山爆發是1,200年來最大的一次。
2005年12月25日，波波卡特佩特火山口噴出濃煙和火山灰，高度達3公里（1.9英里）。
2012年1月與2月，科學家們已經注意到波波卡特佩特火山活動越來越大。2012年1月25日，波波卡特佩特火山爆發造成大量灰塵和煙灰，污染周圍空氣。
2012年4月19日，火山口噴出岩石碎片超過24小時。
2013年5月8日下午7點28分（當地時間），波波卡特佩特火山再次爆發，其高頻震動持續3.5小時。
2013年7月4日，火山口噴出蒸汽和火山灰至少24小時，至少六間美國航空公司取消40架進出墨西哥城和托盧卡機場的航班。

## 外部連結
- National Geographic News （页面存档备份，存于）
- Popo-Cam: live picture, updated every two minutes （页面存档备份，存于）